# ビクトル・バルナ
ビクトル・バルナ（Viktor Barna 1911年8月24日 – 1972年2月27日）は、ハンガリー/イングランドの卓球選手。ブダペスト出身。世界選手権にハンガリー時代(1929-1938年)とイングランド時代 (1939-1954年) を合わせて過去19回出場し、合計で41枚のメダルを獲得した世界チャンピオンで、世界選手権における獲得金メダル数22枚は男女を通じて史上最多である。引退後はen:Dunlop Sportの代表を務めた。
彼の死後の1981年に国際ユダヤ人スポーツ殿堂入りを、1993年に世界卓球殿堂入りを果たした。

## エピソード
1935年5月、自動車事故に遭い重傷を負ったが、1939年の世界選手権カイロ大会ではリチャード・バーグマンと共に男子ダブルスで優勝を果たした。

## 栄誉
- 国際ユダヤ人スポーツ殿堂（英語版） 1981
- 世界卓球殿堂 1993